# Daniel Cawdry
Daniel Cawdry o Cawdrey (South Luffenham, novembre 1588 – Wellingborough, 1664) è stato un presbitero inglese, fu membro dell'Assemblea di Westminster e ministro del culto puritano molto attivo nelle controversie religiose sia contro gli anglicani che contro gli indipendenti.

## Biografia
Figlio minore di cinque figli del maestro di scuola Robert Cawdrey, autore di uno dei primi dizionari della lingua inglese, il Table Alphabeticall pubblicato nel 1604. Iniziò la sua educazione prima a South Luffenham e poi entrò al Sidney Sussex College di Cambridge nel 1606 dove nel 1610 ottenne il baccalaureato, e successivamente al Peterhouse College, dove prese il Master of Arts nel 1613. In quello stesso anno venne ordinato diacono a Londra ed il 18 giugno 1614 divenne ministro del culto. Nel 1617 venne nominato rettore della parrocchia di Little Ilford, nell'Essex dove restò fino al 1625. In questo stesso periodo, insieme a James Cranford e William Castle, svolse l'attività di predicatore in diverse parrocchie di Northampton. Nel 1619 sposò Katherine Cleeve, di Little All Hallows, Thomas Street, Londra.

Nel 1622 il celebre predicatore e ministro del culto William Gouge invitò Cawdry a predicare a Blackfriars, Londra, ed i sermoni scritti per quelle occasioni vennero successivamente pubblicati nel 1624 con il titolo di Humilitie, the Saint's Liverie e dedicati a Sir Thomas Fanshawe, I visconte di Fanshawe. Tra il 1623 ed il 1625 Cawdry fu nominato predicatore nella chiesa anglicana di St Lawrence Jewry, su Gresham Street. L'8 dicembre 1625 fu nominato rettore di Billing nel Northamptonshire.
Nel 1643 divenne uno dei membri dell'Assemblea di Westminster, nella quale fu molto attivo. In questa veste fu uno dei ministri presbiteriani che firmarono una petizione contro i maltrattamenti subiti da re Carlo I durante la sua prigionia ed indirizzata al generale Thomas Fairfax. Nel 1643 divenne vicario della chiesa londinese di Saint Martin-in-the-Fields, dove rimase fino al 1649. Dopo la Restaurazione il suo nome venne raccomandato a Lord Clarendon per ricoprire una sede vescovile, ma, a causa del suo rifiuto di sottomettersi ai dettami dell'Atto di uniformità del 1662 venne espulso da tutti i suoi incarichi religiosi.

Si ritirò a Wellingborough dove morì nel 1674 all'età di 76 anni.

## Opere
- Humilitie, the Saint's Liverie, 1624
- Sabbatum Redivivum; or, the Christian Sabbath vindicated, 1641 (in collaborazione con Herbert Palmer)
- The Good Man a Publick Good, 1643
- The Inconsistency of the Independent Way with Scripture and itself, 1651
- An Answer to Mr. Giles Firmin's Questions concerning Baptism, 1652
- A Diatribe concerning Superstition, Will-worship, and the Christmas Festival, 1654
- Independence, a Great Schism, proved against Dr. (John) Owen's Apology, 1657
- Survey of Dr. Owen's Review of his Treatise on Schism, 1658
- A Vindication of the Diatribe against Dr. Hammond; or, the Account audited and discounted, 1658
- Bowing towards the Altar Superstitious; being an answer to Dr. Duncan's "Determination", 1661